# Mike Jackson
Ne doit pas être confondu avec Michael Jackson.
Pour les articles homonymes, voir Jackson et Mike Jackson (homonymie).
Michael David « Mike » Jackson né le 21 mars 1944 et mort le 15 octobre 2024, est un général de l'armée de terre britannique. Il occupe notamment  le poste de Chief of the General Staff de la Kosovo Force. Il participe également aux événements du Bloody Sunday.